# حسن یزدانی
حسن یزدانی چراتی (زادهٔ ۵ دی ۱۳۷۳) کشتی‌گیر ایرانی است که در دستهٔ ۸۶ کیلوگرم کشتی آزاد به رقابت می‌پردازد. او برنده مدال طلای المپیک ۲۰۱۶ ریو در دستهٔ ۷۴ کیلوگرم و مدال نقرهٔ المپیک ۲۰۲۰ توکیو و المپیک ۲۰۲۴ پاریس در دستهٔ ۸۶ کیلوگرم است. یزدانی قهرمان سه دورهٔ مسابقات قهرمانی کشتی جهان در سال‌های ۲۰۱۷، ۲۰۱۹ و ۲۰۲۱، و دارندهٔ سه مدال نقره و یک برنز این مسابقات است. کسب مدال طلای بازی‌های آسیایی ۲۰۱۸ وبازی‌های آسیایی ۲۰۲۲، کسب دو عنوان قهرمانی در مسابقات قهرمانی کشتی آسیا از دیگر افتخارات او است. او در سال ۲۰۱۷ از سوی اتحادیه جهانی کشتی به عنوان بهترین کشتی‌گیر سال جهان انتخاب شد و در ۲۵ شهریور ۱۴۰۱ با گرفتن مدال نقرهٔ مسابقات قهرمانی کشتی جهان ۲۰۲۲ در بلگراد، پرافتخارترین کشتی‌گیر تاریخ ایران از نظر تعداد شمارش مدال جهانی و المپیک شد.
یزدانی کشتی را از سن یازده سالگی نزد همت مسلمی شروع کرد. و در سال ۲۰۰۶ میلادی آغاز کرد و در سال ۲۰۱۱ به عضویت تیم ملی نوجوانان ایران درآمد و در اول همان سال در مسابقات قهرمانی نوجوانان آسیا به مدال برنز وزن ۵۰ کیلوگرم دست یافت. او نوزده روز پس از کسب مدال برنز آسیا، در رقابت‌های قهرمانی نوجوانان جهان، به عنوان دوم رقابت‌ها دست یافت. او در سال ۲۰۱۴ در دستهٔ ۶۶ کیلوگرم، ابتدا قهرمان جوانان آسیا و سپس قهرمان جوانان جهان شد. یزدانی پس از این قهرمانی به ردهٔ سنی بزرگسالان آمد و در همان سال در لیگ برتر کشتی ایران توانست ختاگ تسابولوف، قهرمان وزن ۷۰ کیلوگرم جهان از روسیه را شکست دهد و خود را به عنوان یک مدعی جدید در کشتی آزاد جهان مطرح کند.

## ابتدای زندگی
حسن یزدانی در ۵ دی ۱۳۷۳ در روستای لپو صحرا شهرستان جویبار به دنیا آمده است. او سومین فرزند علی اعظم و حمیرا یزدانی است و سه برادر دارد.
پدرش کشاورز است و در مسابقات کشتی لوچو شرکت می‌کرده و او هم در دوران کودکی در خانه با برادرهایش کشتی می‌گرفت و یکی دو مرتبه هم در مسابقات سنتی مانند لوچو رقابت کرد. در یازده سالگی فعالیت در ورزش کشتی را آغاز کرد. در آغاز فعالیت و ردهٔ نونهالان زیر نظر امید اسماعیل‌پور تمرین کرد، سپس در ردهٔ نوجوانان به صورت جدی‌تر تمرینات خود را زیر نظر همت مسلمی دنبال کرد و در ردهٔ جوانان نیز حسین نقیبی در باشگاه کشتی جویبار مربی او بود. او زمانی که کشتی را شروع کرد پس از شش ماه می‌خواست آن را کنار بگذارد، ولی با اصرار پدرش در مسابقه‌های استانی مازندران شرکت کرد و در آن‌جا دوم شد و انگیزه‌اش بیشتر شد. همین موضوع باعث شد که فعالیت در این رشتهٔ ورزشی را دنبال کند.

## فعالیت در کشتی

### ۲۰۱۱–۲۰۱۴: قهرمانی رده‌های پایه، طلای جوانان آسیا و جهان
یزدانی در سال ۲۰۱۱ به عضویت تیم ملی نوجوانان ایران درآمد و در اوت سال ۲۰۱۱ با شرکت در مسابقات قهرمانی نوجوانان آسیا ۲۰۱۱ به مدال برنز وزن ۵۰ کیلوگرم دست یافت. نوزده روز پس از کسب مدال برنز آسیا، یزدانی در مسابقات کشتی قهرمانی نوجوانان جهان شرکت کرد و با کسب عنوان دوم به مدال نقره وزن ۵۰ کیلوگرم کشتی آزاد قهرمانی نوجوانان جهان دست یافت.
وی در سال ۲۰۱۳ در رقابت‌های قهرمانی جوانان ایران به عنوان نمایندهٔ مازندران شرکت کرد و پس از فرزاد کولیوند از کرمانشاه در جایگاه دوم دستهٔ ۶۰ کیلوگرم قرار گرفت. یزدانی سال ۲۰۱۴ نیز در وزن ۶۶ کیلوگرم به میدان رفت و توانست عنوان نخست رقابت‌ها به دست بیاورد و این بار، کولیوند به عنوان رقیب اصلی او در جایگاه دوم قرار گرفت.
یزدانی در ژوئن سال ۲۰۱۴ به عنوان نمایندهٔ وزن ۶۶ کیلوگرم تیم ملی کشتی آزاد جوانان ایران در مسابقات قهرمانی آسیا در اولان باتور، مغولستان شرکت کرد و با پیروزی مقابل تمام رقیبان به قهرمانی رسید. او در این رقابت‌ها مقابل اورازیلوف از ترکمنستان (۱۸–۸)، الیاس ژومایف از قزاقستان (۱۰–۰، ضربهٔ فنی) و یوهی فوجینامی از ژاپن را (۱۸–۱۳) مغلوب کرد و صاحب مدال طلا شد.
او دو ماه بعد از رقابت‌های آسیایی، در مسابقات کشتی آزاد جوانان جهان در زاگرب، کرواسی در وزن ۶۶ کیلوگرم شرکت کرد و قهرمان جوانان جهان شد. یزدانی در دور نخست جیون بالفور از کانادا را ۱۰–۰، دور دوم زی پینگ لین از چین را ۱۱–۰ و دور سوم الیاس ژومای از ازبکستان را ۲۱–۱ شکست داد و به نیمه‌نهایی رسید. یزدانی در رقابت‌های نیمه‌نهایی و نهایی نیز به ترتیب رسول آرسان علی‌اف از روسیه را ۸–۴، ضربهٔ فنی و آرون پیکو، از ایالات متحده را ۷–۲ شکست داد و صاحب گردن آویز طلا شود.

### ۲۰۱۴: آغاز فعالیت در رده بزرگسالان
یزدانی در رقابت‌های لیگ برتر ۲۰۱۴ در ترکیب تیم گاز مازندران، در دستهٔ ۷۰ کیلوگرم رکورد ۵ برد و ۱ باخت را به دست آورد. پیروزی ۱۹–۱۰ او در مقابل ختاگ تسابولوف، دارندهٔ عنوان قهرمانی جهان از نتایج مورد توجه این دوره از رقابت‌های لیگ برتر بود و تحسین کارشناسان کشتی را در پی داشت. یزدانی نوامبر ۲۰۱۴ در نخستین دورهٔ جام باشگاه‌های جهان که در جویبار برگزار می‌شد، عضو تیم کفایتی در دستهٔ ۷۰ کیلوگرم بود و با این تیم در جایگاه پنجم مسابقات قرار گرفت. وی در این رویداد چهار پیروزی و یک شکست (مقابل مهدی تقوی از تیم بیمه رازی) داشت.

### ۲۰۱۵: نائب قهرمان جهان، قهرمانی جام جهانی
یزدانی در ۳۱ ژانویهٔ ۲۰۱۵ در رقابت‌های گرند پریکس پاریس شرکت کرد و با کسب چهار پیروزی قهرمان دستهٔ ۷۰ کیلوگرم شد. وی در رقابت پایانی ماگومدمراد حاجی‌اف از لهستان را ۸–۰ شکست داد. یزدانی ۱۲ روز بعد در سی و پنجمین دورهٔ جام تختی شرکت کرد و در این رقابت‌ها نیز عنوان قهرمانی وزن ۷۰ کیلوگرم را به دست آورد. او در رقابت نهایی توانست ایمان رحمانی‌زاده را یازده بر صفر شکست بدهد.
یزدانی ۱۱ و ۱۲ آوریل در جام جهانی ۲۰۱۵ لس آنجلس به میدان رفت و در پایان به همراه دیگر ملی‌پوشان تیم ایران قهرمان شد. وی در جام جهانی سه کشتی گرفت و در تمام آن‌ها به پیروزی رسید.
یزدانی ژوئن ۲۰۱۵ در مسابقات گزینشی تیم ملی ایران در مشهد شرکت کرد و با کسب سه پیروزی به دیدار پایانی راه یافت. او در رقابت نخست مقابل مهدی تقوی، قهرمان پیشین جهان با نتیجهٔ ۶ بر ۴ پیروز شد. تقوی در فینال دوم در مقابل یزدانی حاضر نشد و بدین ترتیب یزدانی برای رقابت‌های قهرمانی جهان ۲۰۱۵ به عضویت تیم ملی بزرگسالان ایران در وزن ۷۰ کیلوگرم درآمد.
یزدانی ۱۳ سپتامبر ۲۰۱۵ در رقابت‌های دستهٔ ۷۴ کیلوگرم قهرمانی جهان در لاس وگاس، ایالات متحده به نشان نقره دست یافت. وی در رقابت نهایی با نتیجهٔ ۱۰–۳ مغلوب ماگومدرسول گازیماگومیدوف از روسیه شد. یزدانی با برتری برابر یانگ هو (۱۶–۴)، میروسلاو کایروف (ضربهٔ فنی)، دیوید تالاشادزه (ضربهٔ فنی) و جیمز گرین (۹–۴) به رقابت نهایی رسیده بود. یزدانی در رقابت دوم و سوم خود در این مسابقات توانست با فن «سر و ته یکی» از حریفان امتیاز بگیرد و آن‌ها را ضربهٔ فنی کند.

### ۲۰۱۶: قهرمانی المپیک
حسن یزدانی ۳۰ ژانویه ۲۰۱۶، در گرند پریکس پاریس برای نخستین بار در رقابت‌های دستهٔ ۷۴ کیلوگرم شرکت کرد. او در این مسابقات ابتدا کشتی‌گیرانی از اسپانیا و آمریکا را شکست داد و در دور نیمه‌نهایی مقابل هموطن خود علیرضا قاسمی به برتری دست یافت. یزدانی در پیکار پایانی مقابل علی شعبان‌اف بلاروسی با نتیجهٔ ۶ بر ۶ شکست خورد و به جایگاه دوم و نشان نقره رسید. رقابت یزدانی–شعبان‌اف در این تورنمنت، از سوی اتحادیهٔ جهانی به عنوان یکی از کشتی‌های برتر هفته در سطح جهان انتخاب شد.
یزدانی دو هفته بعد از رقابت‌های پاریس در مسابقات بین‌المللی الکساندر مدوید در مینسک، بلاروس حضور پیدا کرد و باز هم با کسب جایگاه دوم به کار خود پایان داد. او در پیکار نهایی توسط تسابولوف از روسیه ضربهٔ فنی شد.
یزدانی ۱۵ آوریل در دور نهایی مسابقات انتخابی تیم ایران برای حضور در المپیک ریو ۲۰۱۶ در تهران شرکت کرد. مصطفی حسین‌خانی حریف او در مسابقات گزینشی بود. این رقابت به صورت بهترین از سه برگزار گردید و یزدانی با کسب دو برد پیاپی (۵–۱ و ۲–۰) رقیب خود را شکست داد و به عنوان نمایندهٔ وزن ۷۴ کیلوگرم کشتی آزاد ایران رهسپار ریو شد.
یزدانی ۱۱ و ۱۲ ژانویه در مسابقات جام جهانی ۲۰۱۶ در لس آنجلس به رقابت پرداخت و توانست برای دومین دورهٔ متوالی و جام قهرمانی رقابت‌ها را به دست آورد (تیم ایران نیز برای پنجمین بار پیاپی و هفتمین بار در تاریخ قهرمان شد). تیم ایران در رقابت برای صدرنشینی گروه A مقابل تیم میزبان، آمریکا قرار گرفت. نتیجهٔ این مسابقه ۴ به ۴ مساوی شد اما به علت پیروزی حسن یزدانی با اختلاف ۱۰ امتیاز برابر الکس دیرینگر، تیم ایران به مرحلهٔ نهایی راه یافت. یزدانی در رقابت نهایی (بین تیم‌های ایران و روسیه) نیز عملکرد خوبی داشت و توانست تسابولوف را طی ۴ دقیقه و ۳۰ ثانیه، با نتیجهٔ عالی ۱۴–۴ شکست بدهد. این دومین برد او برابر رقیب قدرتمند روسیه‌ای (پس از لیگ برتر ایران ۲۰۱۴) بود.

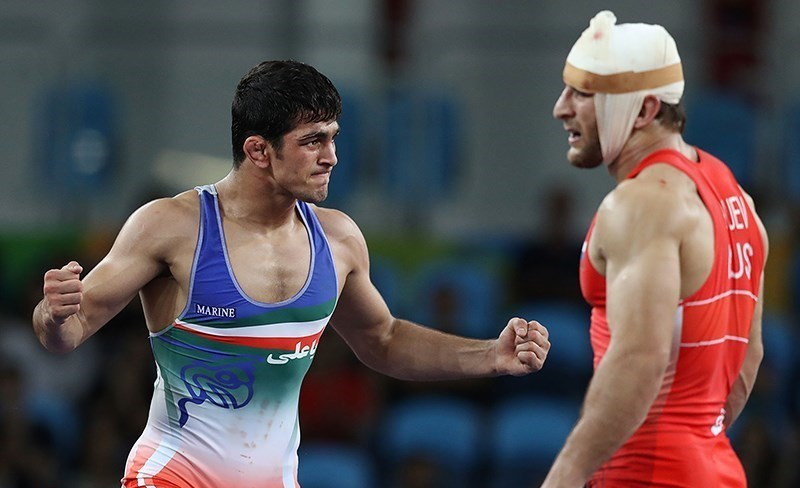
خوشحالی حسن یزدانی پس از پیروزی در رقابت آخر خود در المپیک ریو برابر انور گدویف از روسیه با سر باندپیچی شده که نشان از مصدومیت وی دارد.

حسن یزدانی در روز ۱۹ اوت ۲۰۱۶ در مسابقات وزن ۷۴ کیلوگرم المپیک ریو ۲۰۱۶ حاضر شد. او در دیدار نخست خود آسناگه کاستلی از هائیتی را با امتیاز عالی (۱۰ بر ۰) شکست داد. وی در یک‌چهارم نهایی سونر دمیرتاش از ترکیه را با نتیجهٔ ۷ بر ۰ و در نیمه‌نهایی نیز گلیم خام یوسربایف از قزاقستان را ۱۰ بر ۰ مغلوب کرد و بدون از دست دادن حتی یک امتیاز به رقابت برای کسب نشان طلا رسید. یزدانی در دیدار پایانی به مصاف انور گدویف از روسیه رفت. یزدانی در حالی که با حساب ۶ بر ۰ برابر رقیب خود عقب بود، در پایان توانست با جبران امتیازات عقب افتاده، نتیجهٔ رقابت را ۶–۶ تغییر بدهد و با توجه به کسب امتیاز آخر، به پیروزی برسد. این مسابقه به دلیل خون‌ریزی شدید گدویف و رسیدگی به آسیب دیدگی او چندین بار قطع شد و بیش از بیست دقیقه به طول انجامید. این پیروزی یزدانی، یک برد تاریخی برای ایرانیان بود، چرا که با پیروزی او کشتی آزاد ایران بعد از ۱۶ سال باز هم صاحب مدال طلای المپیک در رقابت‌های کشتی آزاد شد. آخرین بار علیرضا دبیر در المپیک ۲۰۰۰ سیدنی موفق شده بود مدال طلای کشتی آزاد را از آن خود کند.

### ۲۰۱۷: قهرمانی جهان در وزن جدید
حسن یزدانی سال ۲۰۱۷ را با به دست آوردن جوایز بهترین آزادکار و ورزشکار مرد ایران آغاز کرد.
بر اساس نظرسنجی فدراسیون کشتی ایران، حسن یزدانی با کسب هشتاد و یک درصد آرا طرفداران، به‌عنوان بهترین کشتی‌گیر آزادکار ایران در سال ۱۳۹۵ خورشیدی (۲۰۱۶ میلادی) انتخاب شد. حسن رحیمی با کسب ۱۵ درصد آرا و کمیل قاسمی نیز با کسب ۴ درصد آرا جایگاه دوم و سوم را به دست آوردند.
حسن یزدانی همچنین با رای مردم به عنوان بهترین ورزشکار مرد ایران در سال ۱۳۹۵ انتخاب شد. تیم ملی فوتسال ایران، کیانوش رستمی (وزنه‌برداری)، سیامند رحمان (وزنه‌برداری معلولان و جانبازان)، مجتبی عابدینی (شمشیربازی)، کمیل قاسمی (کشتی آزاد) و سهراب مرادی (وزنه‌برداری) پس از یزدانی در رتبه‌های بعدی جای گرفتند. این نظرسنجی توسط برنامهٔ سه ستاره شبکه سه سیما انجام شد.
حسن یزدانی در ادامهٔ فعالیت خود در سال ۲۰۱۷، باز هم به یک‌وزن بالاتر صعود کرد و این‌بار به وزن ۸۶ کیلوگرم آمد. به گفتهٔ برخی کارشناسان، حسن یزدانی برای تثبیت در این وزن کار سختی را در پیش داشت.
یزدانی ۱۹ ژانویه در نخستین تجربه‌اش در وزن ۸۶ کیلوگرم، در سی و هفتمین دورهٔ جام تختی شرکت کرد. او در این مسابقات که در مشهد برگزار می‌شد، عضو تیم خراسان رضوی بود. وی توانست تمامی حریفان خود را با امتیاز عالی شکست بدهد و شروع قدرتمندی در وزن جدید داشته باشد.
حسن یزدانی به عنوان یکی از نمایندگان وزن ۸۶ کیلوگرم کشتی آزاد ایران در جام جهانی ۲۰۱۷ در کرمانشاه شرکت کرد. او در نخستین مبارزهٔ خود ۱۱ بر ۱ در مقابل سردار بوکه از ترکیه پیروز شد. در این کشتی در حالی که بوکه به پشت یزدانی رفته بود و سعی داشت امتیاز بگیرد، حسن یزدانی یک فن لِنگ بر روی بوکه اجرا کرد و چهار امتیاز گرفت که اجرای این فن توسط حسن یزدانی مورد توجه قرار گرفت. او در دور دوم برای تیم ایران کشتی نگرفت و در دور سوم در مقابل اونات پروجاو از مغولستان با نتیجهٔ سیزده بر دو پیروز شد. یزدانی در رقابت نهایی مسابقات، مقابل دیوید تیلور از ایالات متحدهٔ آمریکا با ضربهٔ فنی شکست خورد، اما در نهایت تیم ایران با پیروزی ۸–۳ برابر ایالات متحده به قهرمانی جام جهانی رسید.
در بازی‌های همبستگی اسلامی ۲۰۱۷، حسن یزدانی نمایندهٔ وزن ۸۶ کیلوگرم کشتی آزاد ایران بود. او ابتدا بهادر کودیروف از تاجیکستان را ۱۰ بر ۰ و سپس در مرحلهٔ دوم شریف شریف‌اف قهرمان جهان و المپیک از جمهوری آذربایجان را ۱۱ بر ۰ شکست داد و راهی دور پایانی شد. یزدانی مقابل سلیم یاشار از ترکیه (دارندهٔ مدال‌های نقرهٔ جهان و المپیک) ۱۱ بر ۰ پیروز شد و نشان زرین بازی‌های را به دست آورد. او با شکست دادن دو تن از بهترین‌های وزن ۸۶ کیلوگرم جهان با امتیازات عالی، خودش را به عنوان یکی از مدعیان این وزن در سطح جهان مطرح کرد.
یزدانی ۷ ژوئیهٔ ۲۰۱۷ در انتخابی تیم ملی در وزن ۸۶ کیلوگرم شرکت کرد و عنوان نخست این دسته را از آن خود کرد. او با پیروزی مقابل عزت‌الله اکبری (۲ مرتبه)، علیرضا کریمی، اسماعیل محمودی و حنیف باقرزاده و کسب ۴۸ امتیاز در این پنج رقابت، برای سومین سال متوالی عضو تیم ایران در رقابت‌های قهرمانی جهان شد.
۲۵ اوت ۲۰۱۷ حسن یزدانی در وزن ۸۶ کیلوگرم کشتی آزاد قهرمانی جهان ۲۰۱۷ در پاریس، فرانسه شرکت کرد و نشان طلای مسابقات را به دست آورد. او در رقابت‌های جهانی این دوره با شکست دادن عظمت دولتبکوف (۱۲–۲)، پیوتر ایانولوف (۱۰–۰)، الکساندر گوستیف (۱۰–۰)، ولادیسلاو والیف (۴–۰) و بوریس ماکوجف (۱۰–۰) عنوان نخست را از آن خود کرد. این مدال طلا، نخستین طلای کشتی آزاد ایران بعد از چهار سال در رقابت‌های جهانی بود. همچنین پس با کسب این طلا، قهرمانی دستهٔ میان‌وزن پس از ۱۹ سال دوباره به کشتی‌گیری از ایران رسید (آخرین بار علیرضا حیدری در ۱۹۹۸ قهرمان این دسته شده بود).
حسن یزدانی به علت عملکرد درخشان در مسابقات مختلف به ویژه قهرمانی جهان ۲۰۱۷، از سوی اتحادیهٔ جهانی کشتی (UWW) به عنوان یکی از سه کشتی‌گیر برتر سال (به همراه هلن مرولیس و یاسمین آدار) و بهترین مرد سال کشتی جهان انتخاب شد. با توجه به اعلام سایت اتحادیهٔ جهانی، حسن یزدانی در ۱۶ وزن برگزار شدهٔ کشتی مردان (آزاد و فرنگی) بهترین عملکرد را داشت.

### ۲۰۱۸: قهرمانی آسیا و نشان طلای بازی‌های آسیایی
یزدانی ۴ مارس در رقابت‌های دستهٔ ۸۶ کیلوگرم قهرمانی آسیا در بیشکک، قرقیزستان حضور یافت و با کسب سه پیروزی در مقابل عظمت دولتبکوف، جاوریل شاپیف و یوتیومن اورگودول نشان طلای سال ۲۰۱۸ را از آن خود کرد.
حسن یزدانی ۶ فوریه از سوی کاربران سایت و صفحهٔ اینستاگرام فدراسیون کشتی ایران به عنوان «بهترین» و «فنی‌ترین» کشتی‌گیر آزادکار سال ۱۳۹۶ خورشیدی (۲۰۱۷ میلادی) انتخاب شد. وی همچنین ۱۹ مارس از سوی مخاطبان ورزش سه به عنوان برترین ورزشکار مرد ایران انتخاب شد. پس از یزدانی با ۵۶ درصد آرا، رضا علیپور (سنگ‌نوردی) با ۱۰٫۵۶ درصد، سیامند رحمان (وزنه‌برداری معلولان) با ۱۰ درصد، علی‌اصغر حسن‌زاده (فوتسال) با ۸ درصد و سهراب مرادی (وزنه‌برداری) با ۵ درصد در رده‌های بعدی قرار گرفتند. در بخش زنان نیز کیمیا علیزاده در ردهٔ نخست نظرسنجی قرار گرفت.
یزدانی با برتری مقابل حریفان خود در رقابت‌های انتخابی تیم ایران برای حضور در بازی‌های آسیایی و قهرمانی جهان ۲۰۱۸، در فهرست نهایی تیم کشتی آزاد ایران برای شرکت در این دو رویداد جای گرفت.

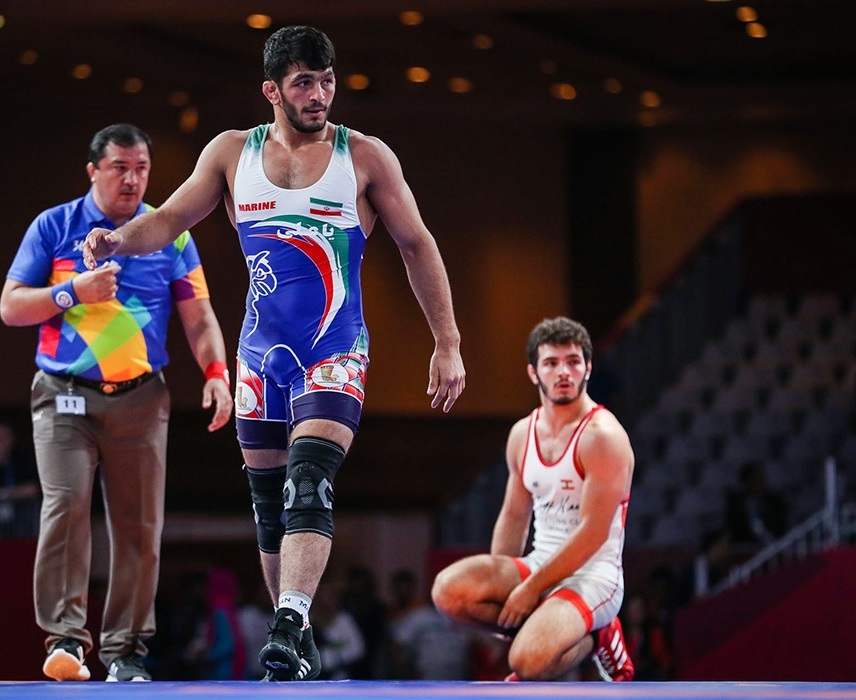
حسن یزدانی در مسابقهٔ پایانی بازی‌های آسیایی از حریف لبنانی با نتیجهٔ ۱۰ بر ۰ پیروز شد.

حسن یزدانی ۱۹ اوت در پیکارهای وزن ۸۶ کیلوگرم کشتی آزاد بازی‌های آسیایی ۲۰۱۸ شرکت کرد و با شکست دادن فاریانسیاه از اندونزی (۱۰–۰) پاوان کومار از هند (۱۱ بر ۰)، یوتیومن اورگودول از مغولستان (۱۲ بر ۲) و دومنیک ابونادر از لبنان (۱۰–۰) و ثبت رکورد امتیازی ۴۳–۲ در رقابت‌های خود، به طلای این دوره از بازی‌های آسیایی دست یافت.
او در ۲۰ اوت در دور نخست رقابت‌های جهانی ۲۰۱۸ به مصاف دیوید تیلور رفت و در حالی که در پایان وقت نخست ۵ بر ۲ پیش بود، در نهایت با نتیجهٔ ۱۱ بر ۶ از این رقیب آمریکایی شکست خورد. تیلور پس از آن‌که ۲ سال پیش و در جریان رقابت‌های جام جهانی کرمانشاه برابر یزدانی با ضربهٔ فنی به برتری رسیده بود و تنها شکست یزدانی را طی این ۲ سال به وی تحمیل کرده بود، بارها در شبکه‌های اجتماعی برای یزدانی کری‌خوانی کرد و بر این کری‌ها به حساسیت‌های این رقابت افزوده بود. یزدانی پس از صعود نمایندهٔ ایالات متحده به رقابت نهایی، ۲۱ اوت در دور شانس مجدد به مصاف حریفان خود رفت و با پیروزی مقابل حاج رجب‌اف و یوریسکی توریبلانکا با نتایج مشابه ۱۰–۰ و دارن کورگلیف با نتیجهٔ ۱۱–۵ به نشان برنز قهرمانی دنیا رسید.
یزدانی پس از کسب جایگاه سوم قهرمانی جهان، با انتشار پیامی از سکوی سومی این مسابقات به عنوان یکی از «تلخ‌ترین سکوهای دوران ورزشی» خود یاد کرد. او از طرفدارانش به خاطر نگرفتن مدال طلا عذرخواهی کرد و گفت که میدان بوداپست را جبران می‌کند.

### ۲۰۱۹: دومین قهرمانی جهان
یزدانی در روزهای ۲ و ۳ مارس در رقابت‌های بین‌المللی نیکولا پتروف و دان کلوف ۲۰۱۹ به مصاف رقبای خود رفت و با کسب شش پیروزی عنوان قهرمانی را از آن خود کرد. یزدانی در نیمه‌پایانی برابر بوریس ماکوجف با امتیاز ۱۱–۰ و در دیدار پایانی مقابل علی شعبان‌اف با امتیاز ۱۶–۵ پیروز شد.
حسن یزدانی موفق شد در مرحلهٔ پایانی مسابقات انتخابی تیم ملی کشتی آزاد ایران در وزن ۸۶ کیلوگرم تنها حریف خود، کامران قاسم‌پور را با نتیجهٔ ۶ بر ۳ شکست بدهد و به عنوان نمایندهٔ کشتی ایران در مسابقات قهرمانی جهان در این رقابت‌ها شرکت کند.
حسن یزدانی سپتامبر ۲۰۱۹ توانست برای دومین بار عنوان قهرمانی وزن ۸۶ کیلوگرم جهان را از آن خود کند. وی در مسابقات جهانی ۲۰۱۹ در نورسلطان، قزاقستان توانست با شکست دادن جیمی اسپینال (دارندهٔ مدال نقرهٔ المپیک ۲۰۱۲) و ایستوان ورب و آرتور نایفونوف به نیمه‌نهایی برسد. یزدانی با حضور در دور نیمه‌نهایی توانست سهمیهٔ المپیک در این دسته را برای ایران کسب کند. یزدانی در نیمه‌پایانی پرقدرت ظاهر شد و در مدت زمان دو دقیقه مایلس امینی از سن مارینو را با نتیجهٔ ۱۱ بر صفر از پیش رو برداشت. یزدانی در نبرد پایانی وزن ۸۶ کیلوگرم باید به مصاف دیپاک پونیا از هند می‌رفت اما حریف هندی او به علت آسیب‌دیدگی از ناحیهٔ پا از رقابت نهایی انصراف داد و دست حسن یزدانی به عنوان فرد پیروز بالا رفت. یزدانی با این پیروزی، به دومین عنوان قهرمانی خود در طی سه سال گذشته رسید.
یزدانی برای حضور در رقابت‌های لیگ برتر کشتی آزاد ۲۰۱۹ ایران به تیم #تا ثبت جهانی توس پیوست. وی در رقابت‌های لیگ برتر با دوبندهٔ تیم تا ثبت جهانی توس در چهار رقابت حاضر شد و در تمام آن‌ها به پیروزی رسید. تیم تا ثبت جهانی توس نیز با شکست در دیدار کسب مقام سوم، به عنوان چهارم دست یافت.
یزدانی سپس برای حضور در مسابقات جام باشگاه‌های جهان ۲۰۱۹ که قرار بود در ایران برگزار شود، به تیم بازار بزرگ ایران، قهرمان لیگ برتر پیوست. اما در روز ۱۹ دسامبر ۱۳۹۸، وی در جریان تمرینات برای حضور در رقابت‌های باشگاه‌های جهان، از ناحیهٔ پا دچار مصدومیت شد و نتوانست در مسابقات حضور یابد. پس از آزمایش‌های پزشکی مشخص شد که حسن یزدانی از ناحیه مینیسک پا دچار پارگی شده و رقابت‌ها را از دست داده است.
یزدانی در ۲۳ دسامبر پای خود را به تیغ جراحان سپرد و پس از عمل موفقیت‌آمیز وی، مشخص شد که او پس از شش هفته می‌تواند تمرینات خود را از سر بگیرد. سرانجام پس از گذشت دو ماه از این جراحی، یزدانی تمرینات ورزشی خود را آغاز کرد.

### ۲۰۲۰: قهرمانی لیگ برتر ایران
بازی‌های المپیک ۲۰۲۰ که قرار بود از ۲۳ ژوئیه تا ۸ اوت ۲۰۲۰ در توکیو، ژاپن برگزار شود به علت دنیاگیری کووید-۱۹ لغو شد و به سال ۲۰۲۱ موکول شد. یزدانی که خود را برای حضور در رقابت‌های بین‌المللی از جمله المپیک آماده می‌کرد، به علت شیوع ویروس کرونا نتوانست در مسابقات بین‌المللی ۲۰۲۰ به رقابت بپردازد.
یزدانی در این سال تنها در رقابت‌های لیگ برتر ایران و انتخابی رقابت‌های قهرمانی جهان ۲۰۲۰ به میدان رفت.
یزدانی در این مسابقات چهار بار بر روی تشک رفت و هر چهار بار با پیروزی زمین را ترک کرد؛ او بهترین آزادکار دور برگشت انتخاب شد و در پایان با تیم ایران‌مال توانست عنوان نخست لیگ را به دست بیاورد.
یزدانی ۵ نوامبر در رقابت‌های گزینشی تیم ایران برای رقابت‌های قهرمانی جهان ۲۰۲۰ که در بلگراد، صربستان قرار بود برگزار شود، شرکت کرد و احمد بذری را با نتیجهٔ ۵ بر ۰ شکست داد. اما بعد از لغو رقابت‌های قهرمانی جهان و جایگزینی مسابقات جام جهانی انفرادی، اعضای کادر فنی تیم ایران او را به رقابت‌های اعزام نکردند. گرچه ابتدا نام او در فهرست نمایندگان اعزامی ایران به جام جهانی (در کنار قاسم‌پور) قرار داشت.

### ۲۰۲۱: راند ۳ و ۴ تیلور-یزدانی؛ نقره المپیک، طلای جهان
یزدانی برای شرکت در المپیک با کامران قاسم‌پور در رقابت‌های انتخابی تیم ایران مسابقه داد و توانست حریف خود را ۵ بر ۲ شکست بدهد. با تصمیم کادرفنی تیم ملی کشتی آزاد ایران قرار شد حسن یزدانی با یک پیروزی و کامران قاسم‌پور با ۲ پیروزی راهی المپیک شود که یزدانی در مسابقه نخست انتخابی المپیک پیروز و راهی این بازی‌ها شد.
یزدانی پیش از المپیک در رقابت دستهٔ ۸۶ کیلوگرم قهرمانی آسیا ۲۰۲۱ شرکت کرد و با شکست دادن هایاتو ایشیگورو از ژاپن، مصطفی العبید از عراق و دیپاک پونیا از هند عنوان نخست را به دست آورد. یزدانی بدون از دست دادن هیچ امتیازی به مقام نخست دست یافت.
حسن یزدانی ۴ اوت ۲۰۲۱ به عنوان نفر نخست رده‌بندی دستهٔ وزنی خودش در المپیک ۲۰۲۰ توکیو به مبارزه پرداخت. وی در دور نخست جاورایل شاپیف از ازبکستان را ۱۱ بر ۲، و در دور یک‌چهارم پایانی استفان ریچموث، دارندهٔ مدال برنز جهان از سوئیس را در کمتر از ۲ دقیقه با نتیجه ۱۲ بر ۱ شکست داد. یزدانی در مرحله نیمه‌نهایی مقابل آرتور نایفونوف از روسیه دارنده برنز قهرمانی جهان و ۳ طلای قهرمانی اروپا قرار گرفت. یزدانی در مبارزه با نایفونوف روسی با ارائه کشتی حساب شده توانست او را ۷ بر ۱ شکست دهد و برای دومین مرتبه به فینال المپیک راه یابد.
در دیگر مبارزهٔ نیمه‌نهایی دیوید تیلور آمریکایی با نتیجهٔ ۱۰ بر صفر دیپاک پونیا از هند را شکست داد و حریف یزدانی در دیدار پایانی شد.
یزدانی در رقابت نهایی برای کسب نشان طلا برابر تیلور شکست خورد و به مقام دوم رسید. یزدانی پس از باخت سوم خود به تیلور درحالی که به شدت ناراحت بود پس از کسب مدال نقره با گفتن جملهٔ «شرمندهٔ مردم شدم» به سمت سالن گرم رفت.
یزدانی دو ماه پس از بازی‌های المپیک، با هدف کسب سومین طلای جهانی‌اش در قهرمانی‌های جهان ۲۰۲۱ شرکت کرد. او در دور یک‌هشتم نهایی به مصاف عظمت دولت‌بیکوف از قزاقستان رفت و صاحب برتری ۱۲ بر ۲ شد؛ در یک‌چهارم نهایی نیز ۱۱ بر ۰ اتان راموس از پورتوریکو را برد و به نیمه‌نهایی رسید. یزدانی در رقابت نیمه‌نهایی مقابل نایفونوف قرار گرفت و با برتری قاطع مقابل نمایندهٔ روسیه به رقابت نهایی مقابل تیلور رسید. یزدانی در رقابت نهایی این دسته توانست با برتری ۶–۲ برابر وی، عنوان قهرمانی کشتی جهان را به دست آورد.
حسن یزدانی پس از برد مقابل تیلور گفت: «من تمام تلاشم را کردم که تلخی مسابقات قبلی را بر طرف کنم و از این به بعد هم تمام تلاشم را می‌کنم تا دل مردم شاد شود.»

## زندگی شخصی

### مذهب و اصالت
حسن یزدانی مسلمان شیعه و اصالتاً اهل چرات، سوادکوه است. در بسیاری از مسابقات بر روی دوبندهٔ او لفظ یاعلی درج شده است. او مدال طلای المپیک ۲۰۱۶ خود را به موزه آستان قدس رضوی اهدا کرد. حسن یزدانی در اسفند سال ۱۳۹۵ خادم حرم امام رضا شد.

### تحصیلات
حسن یزدانی دانشجوی دانشکده سما دانشگاه آزاد اسلامی واحد قائم‌شهر است. پس از قهرمانی یزدانی در المپیک ۲۰۱۶، حمید میرزاده رئیس دانشگاه آزاد اسلامی در پیامی کسب مدال طلای المپیک را به حسن یزدانی و جامعهٔ ورزشی کشور تبریک گفت.

## راه‌ ندادن به مراسم تجلیل ۱۴۰۳
در تاریخ ۲۶ آذر ۱۴۰۳ برگزارکنندگان آیین تجلیل رئیس‌جمهور مسعود پزشکیان از مدال‌آوران بازی‌های المپیک و پارالمپیک حسن یزدانی را به این مراسم راه ندادند.

## امور خیریه

### حضور با لباس آتش‌نشانی روی تشک
در حاشیه رقابت‌های بین‌المللی کشتی آزاد جام تختی سال ۲۰۱۷ که در مشهد انجام شد، از حسن یزدانی به عنوان بهترین کشتی‌گیر ایران در رشته کشتی آزاد تجلیل شد و او برای زنده نگه‌داشتن یاد آتش‌نشان‌های حادثه پلاسکو، با لباس آتش‌نشان‌ها بر روی تشک حاضر شد و جایزه خود را از دست مسعود سلطانی‌فر وزیر ورزش و جوانان دریافت کرد.

### حضور در جمع کودکان دارای سندروم داون
حسن یزدانی در ۲۳ آبان ۱۳۹۶ به همراه چند کشتی‌گیر دیگر در جمع کودکان دارای سندروم داون حاضر شد و به نشانهٔ حمایت از این کودکان با آن‌ها به صورت نمادین کشتی گرفت.

### کمک به زلزله زدگان استان کرمانشاه
در آبان ۱۳۹۶ حسن یزدانی و جمعی دیگر از کشتی‌گیران ایرانی برای کمک به مردم، در مناطق زلزله زده استان کرمانشاه حاضر شدند و ضمن دیدار و همدردی با زلزله‌زدگان کمک‌های غیرنقدی خود، مردم و جامعهٔ کشتی را به مردم زلزله‌زده اهدا کردند.

## نتایج مسابقات

### بزرگ‌سالان
| نتیجه.                                              | رکورد           | رقیب                           | امتیاز          | تاریخ           | رویداد                                          | مکان            |
| نشان نقره ۸۶ ک‌گ                                     | نشان نقره ۸۶ ک‌گ | نشان نقره ۸۶ ک‌گ                | نشان نقره ۸۶ ک‌گ | نشان نقره ۸۶ ک‌گ | نشان نقره ۸۶ ک‌گ                                 | نشان نقره ۸۶ ک‌گ |
| --------------------------------------------------- | --------------- | ------------------------------ | --------------- | --------------- | ----------------------------------------------- | --------------- |
| باخت                                                | ۱۲۶–۸           | دیوید تیلور (USA)              | ۳–۹، ضربه فنی   | ۱۷ سپتامبر ۲۰۲۳ | قهرمانی جهان ۲۰۲۳                               | بلگراد          |
| برد                                                 | ۱۲۵–۷           | جاورایل شاپیف (UZB)            | ۱۰–۰            | ۱۶ سپتامبر ۲۰۲۳ | قهرمانی جهان ۲۰۲۳                               | بلگراد          |
| برد                                                 | ۱۲۴–۷           | مایلس امینی (SMR)              | ۷–۲             | ۱۶ سپتامبر ۲۰۲۳ | قهرمانی جهان ۲۰۲۳                               | بلگراد          |
| برد                                                 | ۱۲۳–۷           | بیامباسورنگین بات-اردن (MGL)   | ۱۱–۰            | ۱۶ سپتامبر ۲۰۲۳ | قهرمانی جهان ۲۰۲۳                               | بلگراد          |
| برد                                                 | ۱۲۲–۷           | جایدن لاورنس (AUS)             | ۸–۲، ضربه فنی   | ۱۶ سپتامبر ۲۰۲۳ | قهرمانی جهان ۲۰۲۳                               | بلگراد          |
| نشان طلا در ۸۶ ک‌گ                                   |                 |                                |                 |                 |                                                 |                 |
| برد                                                 | ۱۲۱–۷           | هادی وفایی‌پور (IRI)            | ۱۲–۲            | ۲۶ ژوئن ۲۰۲۳    | جام تختی ۲۰۲۳                                   | ارومیه          |
| برد                                                 | ۱۲۰–۷           | علی منصوری (IRI)               | ۱۰–۰            | ۲۶ ژوئن ۲۰۲۳    | جام تختی ۲۰۲۳                                   | ارومیه          |
| برد                                                 | ۱۱۹–۷           | محمد برقک (IRI)                | ۱۰–۰            | ۲۶ ژوئن ۲۰۲۳    | جام تختی ۲۰۲۳                                   | ارومیه          |
| نشان طلا در ۸۶ ک‌گ                                   |                 |                                |                 |                 |                                                 |                 |
| برد                                                 | ۱۱۸–۷           | هایاتو ایشیگورو (JPN)          | ۱۱–۰            | ۱ فوریه ۲۰۲۳    | جایزه بزرگ اوپن زاگرب ۲۰۲۳                      | زاگرب           |
| برد                                                 | ۱۱۷–۷           | مارک هال (USA)                 | ۱۰–۰            | ۱ فوریه ۲۰۲۳    | جایزه بزرگ اوپن زاگرب ۲۰۲۳                      | زاگرب           |
| برد                                                 | ۱۱۶–۷           | ابوبکر آباکاروف (AZE)          | ۱۱–۰            | ۱ فوریه ۲۰۲۳    | جایزه بزرگ اوپن زاگرب ۲۰۲۳                      | زاگرب           |
| برد                                                 | ۱۱۵–۷           | سباستین جزیرزانسکی (POL)       | ۱۰–۰            | ۱ فوریه ۲۰۲۳    | جایزه بزرگ اوپن زاگرب ۲۰۲۳                      | زاگرب           |
| نشان نقره ۸۶ ک‌گ                                     |                 |                                |                 |                 |                                                 |                 |
| باخت                                                | ۱۱۴–۷           | دیوید تیلور (USA)              | ۱–۷             | ۱۶ سپتامبر ۲۰۲۲ | قهرمانی جهان ۲۰۲۲                               | بلگراد، صربستان |
| برد                                                 | ۱۱۴–۶           | بوریس ماکوجف (SVK)             | ۱۰–۰            | ۱۵ سپتامبر ۲۰۲۲ | قهرمانی جهان ۲۰۲۲                               | بلگراد، صربستان |
| برد                                                 | ۱۱۳–۶           | سباستین جزیرزانسکی (POL)       | ۱۱–۰            | ۱۵ سپتامبر ۲۰۲۲ | قهرمانی جهان ۲۰۲۲                               | بلگراد، صربستان |
| برد                                                 | ۱۱۲–۶           | ایوان ایچیزلی (MDA)            | ۱۰–۰            | ۱۵ سپتامبر ۲۰۲۲ | قهرمانی جهان ۲۰۲۲                               | بلگراد، صربستان |
| جایگاه نخست (با بانک شهر)                           |                 |                                |                 |                 |                                                 |                 |
| برد                                                 | ۱۱۱–۶           | ارسلان باگایف (RUS)            | ۱۰–۰            | ۱۷ فوریه ۲۰۲۲   | جام باشگاه‌های جهان (غیر رسمی)                   | تهران           |
| برد                                                 | ۱۱۰–۶           | ولادیمیر کاکوشویلی (GEO)       | ۱۰–۰            | ۱۷ فوریه ۲۰۲۲   | جام باشگاه‌های جهان (غیر رسمی)                   | تهران           |
| جایگاه دوم (با بانک شهر)                            |                 |                                |                 |                 |                                                 |                 |
| برد                                                 | ۱۰۹–۶           | علیرضا کریمی (IRI)             | ۷–۴             | ۱۸ نوامبر ۲۰۲۲  | لیگ برتر کشتی ایران ۲۰۲۲                        | تهران           |
| برد                                                 | ۱۰۸–۶           | عزت‌الله اکبری (IRI)            | ۱۱–۰            | ۱۸ نوامبر ۲۰۲۲  | لیگ برتر کشتی ایران ۲۰۲۲                        | تهران           |
| برد                                                 | ۱۰۷–۶           | مجتبی اصغری (IRI)              | ۱۰–۰            | ۱۱ نوامبر ۲۰۲۲  | لیگ برتر کشتی ایران ۲۰۲۲                        | تهران           |
| نشان طلا در ۸۶ ک‌گ                                   |                 |                                |                 |                 |                                                 |                 |
| برد                                                 | ۱۰۶–۶           | دیوید تیلور (USA)              | ۶–۲             | ۳ اکتبر ۲۰۲۱    | قهرمانی جهان ۲۰۲۱                               | اسلو            |
| برد                                                 | ۱۰۵–۶           | آرتور نایفونوف (RUS)           | ۸–۲             | ۲ اکتبر ۲۰۲۱    | قهرمانی جهان ۲۰۲۱                               | اسلو            |
| برد                                                 | ۱۰۴–۶           | اتان راموس (PUR)               | ۱۰–۰            | ۲ اکتبر ۲۰۲۱    | قهرمانی جهان ۲۰۲۱                               | اسلو            |
| برد                                                 | ۱۰۳–۶           | عظمت دولتبکوف (KAZ)            | ۱۲–۲            | ۲ اکتبر ۲۰۲۱    | قهرمانی جهان ۲۰۲۱                               | اسلو            |
| نشان نقره در ۸۶ ک‌گ                                  |                 |                                |                 |                 |                                                 |                 |
| باخت                                                | ۱۰۲–۶           | دیوید تیلور (USA)              | ۳–۴             | ۵ اوت ۲۰۲۱      | بازی‌های المپیک ۲۰۲۰                             | توکیو           |
| برد                                                 | ۱۰۲–۵           | آرتور نایفونوف (RUS)           | ۷–۱             | ۴ اوت ۲۰۲۱      | بازی‌های المپیک ۲۰۲۰                             | توکیو           |
| برد                                                 | ۱۰۱–۵           | استفان ریچموث (SUI)            | ۱۲–۱            | ۴ اوت ۲۰۲۱      | بازی‌های المپیک ۲۰۲۰                             | توکیو           |
| برد                                                 | ۱۰۰–۵           | جاورایل شاپیف (UZB)            | ۱۱–۲            | ۴ اوت ۲۰۲۱      | بازی‌های المپیک ۲۰۲۰                             | توکیو           |
| نشان طلا در ۸۶ ک‌گ                                   |                 |                                |                 |                 |                                                 |                 |
| برد                                                 | ۹۹–۵            | دیپاک پونیا (IND)              | ۱۰–۰            | ۱۸ آوریل ۲۰۲۱   | قهرمانی آسیا ۲۰۲۱                               | آلماتی          |
| برد                                                 | ۹۸–۵            | مصطفی عبدالباسط (IRQ)          | ۱۰–۰            | ۱۸ آوریل ۲۰۲۱   | قهرمانی آسیا ۲۰۲۱                               | آلماتی          |
| برد                                                 | ۹۷–۵            | هایوتو ایشیگورو (JPN)          | ۱۰–۰            | ۱۸ آوریل ۲۰۲۱   | قهرمانی آسیا ۲۰۲۱                               | آلماتی          |
| برنده در ۸۶ ک‌گ                                      |                 |                                |                 |                 |                                                 |                 |
| برد                                                 | ۹۶–۵            | کامران قاسم‌پور (IRI)           | ۵–۲             | ۹ مارس ۲۰۲۱     | انتخابی المپیک تیم ایران ۲۰۲۱                   | تهران           |
| جایگاه نخست (با باشگاه ایران‌مال) در ۸۶ ک‌گ           |                 |                                |                 |                 |                                                 |                 |
| برد                                                 | ۹۵–۵            | سجاد غلامی (IRI)               | ۱۱–۱            | ۱۷ دسامبر ۲۰۲۰  | لیگ برتر ایران ۲۰۲۰                             | تهران           |
| برد                                                 | ۹۴–۵            | مرتضی میرزایی (IRI)            | ۱۰–۰            | ۱۷ دسامبر ۲۰۲۰  | لیگ برتر ایران ۲۰۲۰                             | تهران           |
| برد                                                 | ۹۳–۵            | آرش نیرآبادی (IRI)             | ۱۱–۰            | ۱۰ دسامبر ۲۰۲۰  | لیگ برتر ایران ۲۰۲۰                             | تهران           |
| برد                                                 | ۹۲–۵            | علیرضا کریمی (IRI)             | ۱۰–۰            | ۹ دسامبر ۲۰۲۰   | لیگ برتر ایران ۲۰۲۰                             | تهران           |
| برد                                                 | ۹۱–۵            | علیرضا کریمی (IRI)             | ۱۳–۰            | ۶ اکتبر ۲۰۲۰    | لیگ برتر ایران ۲۰۲۰                             | تهران           |
| برنده در ۸۶ ک‌گ                                      |                 |                                |                 |                 |                                                 |                 |
| برد                                                 | ۹۰–۵            | احمد بذری (IRI)                | ۱۱–۰            | ۵ نوامبر ۲۰۲۰   | انتخابی تیم جهانی ایران ۲۰۲۰                    | تهران           |
| جایگاه چهارم (با باشگاه #تا ثبت جهانی توس) در ۸۶ ک‌گ |                 |                                |                 |                 |                                                 |                 |
| برد                                                 | ۸۹–۵            | رضا بیات (IRI)                 | ۱۰–۰            | ۲۲ نوامبر ۲۰۱۹  | لیگ برتر ایران ۲۰۱۹                             | تهران           |
| برد                                                 | ۸۸–۵            | علی موجرلو (IRI)               | ۱۱–۱            | ۲۲ نوامبر ۲۰۱۹  | لیگ برتر ایران ۲۰۱۹                             | تهران           |
| برد                                                 | ۸۷–۵            | حسین شهبازی (IRI) (۹۲ ک‌گ)      | ۱۰–۰            | ۸ نوامبر ۲۰۱۹   | لیگ برتر ایران ۲۰۱۹                             | مشهد            |
| برد                                                 | ۸۶–۵            | مرصاد مرغزاری (IRI)            | ۱۰–۰            | ۷ نوامبر ۲۰۱۹   | لیگ برتر ایران ۲۰۱۹                             | مشهد            |
| نشان طلا در ۸۶ ک‌گ                                   |                 |                                |                 |                 |                                                 |                 |
| برد                                                 |                 | دیپاک پونیا (IND)              | کناره‌گیری       | ۲۲ سپتامبر ۲۰۱۹ | قهرمانی جهان ۲۰۱۹                               | نورسلطان        |
| برد                                                 | ۸۵–۵            | مایلس امینی (SMR)              | ۱۱–۰            | ۲۱ سپتامبر ۲۰۱۹ | قهرمانی جهان ۲۰۱۹                               | نورسلطان        |
| برد                                                 | ۸۴–۵            | آرتور نایفونوف (RUS)           | ۴–۲، ضربه فنی   | ۲۱ سپتامبر ۲۰۱۹ | قهرمانی جهان ۲۰۱۹                               | نورسلطان        |
| برد                                                 | ۸۳–۵            | ایستوان ورب (HUN)              | ۹–۲، ضربه فنی   | ۲۱ سپتامبر ۲۰۱۹ | قهرمانی جهان ۲۰۱۹                               | نورسلطان        |
| برد                                                 | ۸۲–۵            | جیمی اسپینال (PUR)             | ۱۰–۰            | ۲۱ سپتامبر ۲۰۱۹ | قهرمانی جهان ۲۰۱۹                               | نورسلطان        |
| برنده در ۸۶ ک‌گ                                      |                 |                                |                 |                 |                                                 |                 |
| برد                                                 | ۸۱–۵            | کامران قاسم‌پور (IRI)           | ۶–۵             | ۲۸ ژوئن ۲۰۱۹    | انتخابی تیم جهانی ایران ۲۰۱۹                    | تهران           |
| نشان طلا در در ۸۶ ک‌گ                                |                 |                                |                 |                 |                                                 |                 |
| برد                                                 | ۸۰–۵            | علی شعبان‌اف (BLR)              | ۱۶–۵            | ۳ مارس ۲۰۱۹     | رقابت‌های بین‌المللی نیکولا پتروف و دان کلوف ۲۰۱۹ | روسه، بلغارستان |
| برد                                                 | ۷۹–۵            | بوریس ماکوجف (SVK)             | ۱۱–۱            | ۲ مارس ۲۰۱۹     | رقابت‌های بین‌المللی نیکولا پتروف و دان کلوف ۲۰۱۹ | روسه، بلغارستان |
| برد                                                 | ۷۸–۵            | Ruslan Abdulaev (RUS)          | ۱۱–۰            | ۲ مارس ۲۰۱۹     | رقابت‌های بین‌المللی نیکولا پتروف و دان کلوف ۲۰۱۹ | روسه، بلغارستان |
| برد                                                 | ۷۷–۵            | عظمت دولتبکوف (KAZ)            | ۱۰–۰            | ۲ مارس ۲۰۱۹     | رقابت‌های بین‌المللی نیکولا پتروف و دان کلوف ۲۰۱۹ | روسه، بلغارستان |
| برد                                                 | ۷۶–۵            | Akhmed Magamaev (BUL)          | ۱۰–۰            | ۲ مارس ۲۰۱۹     | رقابت‌های بین‌المللی نیکولا پتروف و دان کلوف ۲۰۱۹ | روسه، بلغارستان |
| برد                                                 | ۷۵–۵            | دومنیک ابونادر (LBN)           | ۱۱–۰            | ۲ مارس ۲۰۱۹     | رقابت‌های بین‌المللی نیکولا پتروف و دان کلوف ۲۰۱۹ | روسه، بلغارستان |
| نشان برنز در ۸۶ ک‌گ                                  |                 |                                |                 |                 |                                                 |                 |
| برد                                                 | ۷۴–۵            | دوران کوراگلیف (RUS)           | ۱۱–۵            | ۲۱ اکتبر ۲۰۱۸   | قهرمانی جهان ۲۰۱۸                               | بوداپست         |
| برد                                                 | ۷۳–۵            | Yurieski Torreblanca (CUB)     | ۱۰–۰            | ۲۱ اکتبر ۲۰۱۸   | قهرمانی جهان ۲۰۱۸                               | بوداپست         |
| برد                                                 | ۷۲–۵            | Hajy Rajabau (BLR)             | ۱۰–۰            | ۲۱ اکتبر ۲۰۱۸   | قهرمانی جهان ۲۰۱۸                               | بوداپست         |
| باخت                                                | ۷۱–۵            | دیوید تیلور (USA)              | ۶–۱۱            | ۲۰ اکتبر ۲۰۱۸   | قهرمانی جهان ۲۰۱۸                               | بوداپست         |
| نشان طلا در ۸۶ ک‌گ                                   |                 |                                |                 |                 |                                                 |                 |
| برد                                                 | ۷۱–۴            | دومنیک ابونادر (LBN)           | ۱۰–۰            | ۱۹ اوت ۲۰۱۸     | بازی‌های آسیایی ۲۰۱۸                             | جاکارتا         |
| برد                                                 | ۷۰–۴            | یوتیومن اورگودول (MGL)         | ۱۲–۲            | ۱۹ اوت ۲۰۱۸     | بازی‌های آسیایی ۲۰۱۸                             | جاکارتا         |
| برد                                                 | ۶۹–۴            | Pawan Kumar (IND)              | ۱۱–۰            | ۱۹ اوت ۲۰۱۸     | بازی‌های آسیایی ۲۰۱۸                             | جاکارتا         |
| برد                                                 | ۶۸–۴            | Fahriansyah (INA)              | ۱۰–۰            | ۱۹ اوت ۲۰۱۸     | بازی‌های آسیایی ۲۰۱۸                             | جاکارتا         |
| برنده در ۸۶ ک‌گ                                      |                 |                                |                 |                 |                                                 |                 |
| برد                                                 | ۶۷–۴            | کامران قاسم‌پور (IRI)           | ۸–۲             | ۱۰ مه ۲۰۱۸      | انتخابی تیم جهانی ایران ۲۰۱۸                    | تهران           |
| برد                                                 | ۶۶–۴            | حامد حسینی (IRI)               | ۱۳–۰            | ۱۰ مه ۲۰۱۸      | انتخابی تیم جهانی ایران ۲۰۱۸                    | تهران           |
| برد                                                 | ۶۵–۴            | احمد بذری (IRI)                | ۸–۰             | ۱۰ مه ۲۰۱۸      | انتخابی تیم جهانی ایران ۲۰۱۸                    | تهران           |
| نشان طلا در ۸۶ ک‌گ                                   |                 |                                |                 |                 |                                                 |                 |
| برد                                                 | ۶۴–۴            | یوتیومن اورگودول (MGL)         | ۱۰–۰            | ۴ مارس ۲۰۱۸     | قهرمانی آسیا ۲۰۱۸                               | بیشکک           |
| برد                                                 | ۶۳–۴            | Javrail Shapiev (UZB)          | ۱۳–۰            | ۴ مارس ۲۰۱۸     | قهرمانی آسیا ۲۰۱۸                               | بیشکک           |
| برد                                                 | ۶۲–۴            | عظمت دولتبکوف (KAZ)            | ۱۲–۲            | ۴ مارس ۲۰۱۸     | قهرمانی آسیا ۲۰۱۸                               | بیشکک           |
| نشان طلا در ۸۶ ک‌گ                                   |                 |                                |                 |                 |                                                 |                 |
| برد                                                 | ۶۱–۴            | بوریس ماکوجف (SVK)             | ۱۰–۰            | ۲۵ اوت ۲۰۱۷     | قهرمانی جهان ۲۰۱۷                               | پاریس           |
| برد                                                 | ۶۰–۴            | ولادیسلاو والیف (RUS)          | ۴–۰             | ۲۵ اوت ۲۰۱۷     | قهرمانی جهان ۲۰۱۷                               | پاریس           |
| برد                                                 | ۵۹–۴            | Aleksandr Gostiyev (AZE)       | ۱۰–۰            | ۲۵ اوت ۲۰۱۷     | قهرمانی جهان ۲۰۱۷                               | پاریس           |
| برد                                                 | ۵۸–۴            | پیوتر ایانولوف (MDA)           | ۱۰–۰            | ۲۵ اوت ۲۰۱۷     | قهرمانی جهان ۲۰۱۷                               | پاریس           |
| برد                                                 | ۵۷–۴            | عظمت دولتبکوف (KAZ)            | ۱۲–۲            | ۲۵ اوت ۲۰۱۷     | قهرمانی جهان ۲۰۱۷                               | پاریس           |
| برنده در ۸۶ ک‌گ                                      |                 |                                |                 |                 |                                                 |                 |
| برد                                                 | ۵۶–۴            | عزت‌الله اکبری (IRI)            | ۱۲–۲            | ۷ ژوئیه ۲۰۱۷    | انتخابی تیم جهانی ایران ۲۰۱۷                    | تهران           |
| برد                                                 |                 | محمدجواد ابراهیمی (IRI)        | کناره‌گیری       | ۷ ژوئیه ۲۰۱۷    | انتخابی تیم جهانی ایران ۲۰۱۷                    | تهران           |
| برد                                                 | ۵۵–۴            | علیرضا کریمی (IRI)             | ۵–۰             | ۷ ژوئیه ۲۰۱۷    | انتخابی تیم جهانی ایران ۲۰۱۷                    | تهران           |
| برد                                                 | ۵۴–۴            | عزت‌الله اکبری (IRI)            | ۱۱–۰            | ۷ ژوئیه ۲۰۱۷    | انتخابی تیم جهانی ایران ۲۰۱۷                    | تهران           |
| برد                                                 | ۵۳–۴            | اسماعیل محمودی (IRI)           | ۱۰–۰            | ۷ ژوئیه ۲۰۱۷    | انتخابی تیم جهانی ایران ۲۰۱۷                    | تهران           |
| برد                                                 | ۵۲–۴            | حنیف باقرزاده (IRI)            | ۱۰–۰            | ۷ ژوئیه ۲۰۱۷    | انتخابی تیم جهانی ایران ۲۰۱۷                    | تهران           |
| نشان طلا در ۸۶ ک‌گ                                   |                 |                                |                 |                 |                                                 |                 |
| برد                                                 | ۵۱–۴            | سلیم یاشار (TUR)               | ۱۱–۰            | ۲۰ مه ۲۰۱۷      | بازی‌های همبستگی اسلامی ۲۰۱۷                     | باکو            |
| برد                                                 | ۵۰–۴            | شریف شریفف (AZE)               | ۱۱–۰            | ۲۰ مه ۲۰۱۷      | بازی‌های همبستگی اسلامی ۲۰۱۷                     | باکو            |
| برد                                                 | ۴۹–۴            | Bakhodur Kadirov (TJK)         | ۱۰–۰            | ۲۰ مه ۲۰۱۷      | بازی‌های همبستگی اسلامی ۲۰۱۷                     | باکو            |
| نشان نقره (با ایران) در ۸۶ ک‌گ                       |                 |                                |                 |                 |                                                 |                 |
| باخت                                                | ۴۸–۴            | دیوید تیلور (USA)              | ۴–۸، ضربه فنی   | ۱۷ فوریه ۲۰۱۷   | جام جهانی ۲۰۱۷                                  | کرمانشاه        |
| برد                                                 | ۴۸–۳            | اونوربات پروجاو (MGL)          | ۱۱–۲            | ۱۷ فوریه ۲۰۱۷   | جام جهانی ۲۰۱۷                                  | کرمانشاه        |
| برد                                                 | ۴۷–۳            | Serdar Böke (TUR)              | ۱۱–۱            | ۱۶ فوریه ۲۰۱۷   | جام جهانی ۲۰۱۷                                  | کرمانشاه        |
| نشان طلا در ۷۴ ک‌گ                                   |                 |                                |                 |                 |                                                 |                 |
| برد                                                 | ۴۶–۳            | انور گدویف (RUS)               | ۶–۶             | ۱۹ اوت ۲۰۱۶     | بازی‌های المپیک ۲۰۱۶                             | ریو دو ژانیرو   |
| برد                                                 | ۴۵–۳            | گلیم خام یوسربایف (KAZ)        | ۱۰–۰            | ۱۹ اوت ۲۰۱۶     | بازی‌های المپیک ۲۰۱۶                             | ریو دو ژانیرو   |
| برد                                                 | ۴۴–۳            | سونر دمیرتاش (TUR)             | ۷–۰             | ۱۹ اوت ۲۰۱۶     | بازی‌های المپیک ۲۰۱۶                             | ریو دو ژانیرو   |
| برد                                                 | ۴۳–۳            | Asnage Castelly (HAI)          | ۱۰–۰            | ۱۹ اوت ۲۰۱۶     | بازی‌های المپیک ۲۰۱۶                             | ریو دو ژانیرو   |
| نشان طلا (با ایران) در ۷۴ ک‌گ                        |                 |                                |                 |                 |                                                 |                 |
| برد                                                 | ۴۲–۳            | ختاگ تسابولوف (RUS)            | ۱۳–۴            | ۱۲ ژوئن ۲۰۱۶    | جام جهانی ۲۰۱۶                                  | لس آنجلس        |
| برد                                                 | ۴۱–۳            | Alex Dieringer (USA)           | ۱۰–۰            | ۱۲ ژوئن ۲۰۱۶    | جام جهانی ۲۰۱۶                                  | لس آنجلس        |
| برد                                                 | ۴۰–۳            | Parveen Rana (IND)             | ۱۲–۲            | ۱۱ ژوئن ۲۰۱۶    | جام جهانی ۲۰۱۶                                  | لس آنجلس        |
| برد                                                 | ۳۹–۳            | اشرف علی‌اف (AZE)               | ۹–۵             | ۱۱ ژوئن ۲۰۱۶    | جام جهانی ۲۰۱۶                                  | لس آنجلس        |
| برنده در ۷۴ ک‌گ                                      |                 |                                |                 |                 |                                                 |                 |
| برد                                                 | ۳۸–۳            | مصطفی حسین‌خانی (IRI)           | ۲–۰             | ۱۵ آوریل ۲۰۱۶   | انتخابی تیم المپیک ایران ۲۰۱۶                   | تهران           |
| برد                                                 | ۳۷–۳            | مصطفی حسین‌خانی (IRI)           | ۵–۱             | ۱۵ آوریل ۲۰۱۶   | انتخابی تیم المپیک ایران ۲۰۱۶                   | تهران           |
| نشان نقره در ۷۴ ک‌گ                                  |                 |                                |                 |                 |                                                 |                 |
| باخت                                                | ۳۶–۳            | ختاگ تسابولوف (RUS)            | ۲–۲، ضربه فنی   | ۱۸ فوریه ۲۰۱۶   | رقابت‌های بین‌المللی الکساندر مدوید               | مینسک           |
| برد                                                 | ۳۶–۲            | Arsalan Budazhapov (RUS)       | ۸–۱             | ۱۸ فوریه ۲۰۱۶   | رقابت‌های بین‌المللی الکساندر مدوید               | مینسک           |
| برد                                                 | ۳۵–۲            | سونر دمیرتاش (TUR)             | ۱۲–۲            | ۱۸ فوریه ۲۰۱۶   | رقابت‌های بین‌المللی الکساندر مدوید               | مینسک           |
| برد                                                 | ۳۴–۲            | بکزاد عبدالرحمانوف (UZB)       | ۱۰–۵            | ۱۸ فوریه ۲۰۱۶   | رقابت‌های بین‌المللی الکساندر مدوید               | مینسک           |
| برد                                                 | ۳۳–۲            | Tajudin Akaev (RUS)            | ۱۰–۴            | ۱۸ فوریه ۲۰۱۶   | رقابت‌های بین‌المللی الکساندر مدوید               | مینسک           |
| برد                                                 | ۳۲–۲            | Martin Obst (GER)              | ۱۰–۰            | ۱۸ فوریه ۲۰۱۶   | رقابت‌های بین‌المللی الکساندر مدوید               | مینسک           |
| نشان نقره در ۷۴ ک‌گ                                  |                 |                                |                 |                 |                                                 |                 |
| باخت                                                | ۳۱–۲            | علی شعبان‌اف (BLR)              | ۶–۶             | ۳۰ ژانویه ۲۰۱۶  | گرند پریکس پاریس ۲۰۱۶                           | پاریس           |
| برد                                                 | ۳۱–۱            | علیرضا قاسمی (IRI)             | ۸–۰             | ۳۰ ژانویه ۲۰۱۶  | گرند پریکس پاریس ۲۰۱۶                           | پاریس           |
| برد                                                 | ۳۰–۱            | Alberto Martínez (ESP)         | ۱۰–۰، ضربه فنی  | ۳۰ ژانویه ۲۰۱۶  | گرند پریکس پاریس ۲۰۱۶                           | پاریس           |
| برد                                                 | ۲۹–۱            | Chris Perry (USA)              | ۹–۴             | ۳۰ ژانویه ۲۰۱۶  | گرند پریکس پاریس ۲۰۱۶                           | پاریس           |
| نشان نقره در ۷۰ ک‌گ                                  |                 |                                |                 |                 |                                                 |                 |
| باخت                                                | ۲۸–۱            | ماگومدرسول گازیماگومیدوف (RUS) | ۳–۱۰            | ۱۲ سپتامبر ۲۰۱۵ | قهرمانی جهان ۲۰۱۵                               | لاس وگاس        |
| برد                                                 | ۲۸–۰            | جیمز گرین (USA)                | ۹–۴             | ۱۲ سپتامبر ۲۰۱۵ | قهرمانی جهان ۲۰۱۵                               | لاس وگاس        |
| برد                                                 | ۲۷–۰            | Davit Tlashadze (GEO)          | ۶–۰، ضربه فنی   | ۱۲ سپتامبر ۲۰۱۵ | قهرمانی جهان ۲۰۱۵                               | لاس وگاس        |
| برد                                                 | ۲۶–۰            | Miroslav Kirov (BUL)           | ۶–۱، ضربه فنی   | ۱۲ سپتامبر ۲۰۱۵ | قهرمانی جهان ۲۰۱۵                               | لاس وگاس        |
| برد                                                 | ۲۵–۰            | Jung Young-ho (KOR)            | ۱۶–۴            | ۱۲ سپتامبر ۲۰۱۵ | قهرمانی جهان ۲۰۱۵                               | لاس وگاس        |
| برنده در ۷۰ ک‌گ                                      |                 |                                |                 |                 |                                                 |                 |
| برد                                                 |                 | مهدی تقوی (IRI)                | کناره‌گیری       | ۱۲ ژوئن ۲۰۱۵    | انتخابی تیم جهانی ایران ۲۰۱۵                    | مشهد            |
| برد                                                 | ۲۴–۰            | مهدی تقوی (IRI)                | ۶–۴             | ۱۲ ژوئن ۲۰۱۵    | انتخابی تیم جهانی ایران ۲۰۱۵                    | مشهد            |
| برد                                                 | ۲۳–۰            | ایمان رحمانی‌زاده (IRI)         | ۱۰–۰            | ۱۱ ژوئن ۲۰۱۵    | انتخابی تیم جهانی ایران ۲۰۱۵                    | مشهد            |
| برد                                                 | ۲۲–۰            | مسعود کمروند (IRI)             | ۱۱–۰            | ۱۱ ژوئن ۲۰۱۵    | انتخابی تیم جهانی ایران ۲۰۱۵                    | مشهد            |
| برد                                                 | ۲۱–۰            | مرتضی گودرزی (IRI)             | ۱۰–۰            | ۱۱ ژوئن ۲۰۱۵    | انتخابی تیم جهانی ایران ۲۰۱۵                    | مشهد            |
| نشان طلا (با ایران) در ۷۰ ک‌گ                        |                 |                                |                 |                 |                                                 |                 |
| برد                                                 | ۲۰–۰            | نیک مارابل (USA)               | ۳–۱             | ۱۲ آوریل ۲۰۱۵   | جام جهانی ۲۰۱۵                                  | لس آنجلس        |
| برد                                                 | ۱۹–۰            | روسلان دبیرحاجیف (AZE)         | ۱۰–۸            | ۱۲ آوریل ۲۰۱۵   | جام جهانی ۲۰۱۵                                  | لس آنجلس        |
| برد                                                 | ۱۸–۰            | جان سافیان (BLR)               | ۱۲–۱            | ۱۱ آوریل ۲۰۱۵   | جام جهانی ۲۰۱۵                                  | لس آنجلس        |
| نشان طلا در ۷۰ ک‌گ                                   |                 |                                |                 |                 |                                                 |                 |
| برد                                                 | ۱۷–۰            | ایمان رحمانی‌زاده (IRI)         | ۱۱–۰            | ۱۳ فوریه ۲۰۱۵   | جام تختی ۲۰۱۵                                   | کرمانشاه        |
| برد                                                 | ۱۶–۰            | الکساندر جاچوادزه (GEO)        | ۸–۲، ضربه فنی   | ۱۳ فوریه ۲۰۱۵   | جام تختی ۲۰۱۵                                   | کرمانشاه        |
| برد                                                 | ۱۵–۰            | عباس یزدانی (IRI)              | ۱۱–۰            | ۱۳ فوریه ۲۰۱۵   | جام تختی ۲۰۱۵                                   | کرمانشاه        |
| برد                                                 | ۱۴–۰            | کامران یونس‌اف (AZE)            | ۱۳–۲            | ۱۳ فوریه ۲۰۱۵   | جام تختی ۲۰۱۵                                   | کرمانشاه        |
| نشان طلا در ۷۰ ک‌گ                                   |                 |                                |                 |                 |                                                 |                 |
| برد                                                 | ۱۳–۰            | ماگومدمراد گادژیف (POL)        | ۸–۰             | ۱ فوریه ۲۰۱۵    | گرند پریکس پاریس ۲۰۱۵                           | پاریس           |
| برد                                                 | ۱۲–۰            | آدام هال (USA)                 | ۱۱–۰            | ۱ فوریه ۲۰۱۵    | گرند پریکس پاریس ۲۰۱۵                           | پاریس           |
| برد                                                 | ۱۱–۰            | گیورگی ژیکوری (GEO)            | ۱۳–۲            | ۱ فوریه ۲۰۱۵    | گرند پریکس پاریس ۲۰۱۵                           | پاریس           |
| برد                                                 | ۱۰–۰            | آرکادیوژ سژا (POL)             | ۲–۰، ضربه فنی   | ۱ فوریه ۲۰۱۵    | گرند پریکس پاریس ۲۰۱۵                           | پاریس           |
| جایگاه پنجم (با باشگاه کفایتی) در ۷۰ ک‌گ             |                 |                                |                 |                 |                                                 |                 |
| برد                                                 | ۹–۰             | گانتولگین ایدرخویو (MGL)       | ۱۱–۱، ضربه فنی  | ۲۸ نوامبر ۲۰۱۴  | جام باشگاه‌های جهان ۲۰۱۴                         | جویبار          |
| برد                                                 | ۸–۰             | مرتضی گودرزی (IRI)             | ۱۱–۰، ضربه فنی  | ۲۸ نوامبر ۲۰۱۴  | جام باشگاه‌های جهان ۲۰۱۴                         | جویبار          |
| برد                                                 | ۷–۰             | اندی مورنو (CUB)               | ۱۰–۰            | ۲۷ نوامبر ۲۰۱۴  | جام باشگاه‌های جهان ۲۰۱۴                         | جویبار          |
| برد                                                 | ۶–۰             | سدریک نیمپاگاریتسه (BDI)       | ۱۰–۰            | ۲۷ نوامبر ۲۰۱۴  | جام باشگاه‌های جهان ۲۰۱۴                         | جویبار          |
| جایگاه چهارم (با باشگاه گاز مازندران) در ۷۰ ک‌گ      |                 |                                |                 | ۲۷ نوامبر ۲۰۱۴  |                                                 |                 |
| برد                                                 | ۵–۰             | ختاگ تسابولوف (RUS)            | ۱۹–۱۰           | ۳۱ اکتبر ۲۰۱۴   | لیگ برتر ایران ۲۰۱۴                             | همدان           |
| برد                                                 | ۴–۰             | مصطفی شیخ‌چلندر (IRI)           | ۱۴–۳، ضربه فنی  | ۳۰ اکتبر ۲۰۱۴   | لیگ برتر ایران ۲۰۱۴                             | همدان           |
| برد                                                 | ۳–۰             | نیما الهی (IRI)                | ۱۱–۰            | ۳۰ اکتبر ۲۰۱۴   | لیگ برتر ایران ۲۰۱۴                             | همدان           |
| برد                                                 | ۲–۰             | مسعود کمروند (IRI)             | ۴–۲             | ۳۰ اکتبر ۲۰۱۴   | لیگ برتر ایران ۲۰۱۴                             | همدان           |
| برد                                                 | ۱–۰             | حمیدرضا زرین‌پیکر (IRI)         | ۷–۰             | ۳۰ اکتبر ۲۰۱۴   | لیگ برتر ایران ۲۰۱۴                             | همدان           |

## افتخارات و دستاوردها

### انفرادی

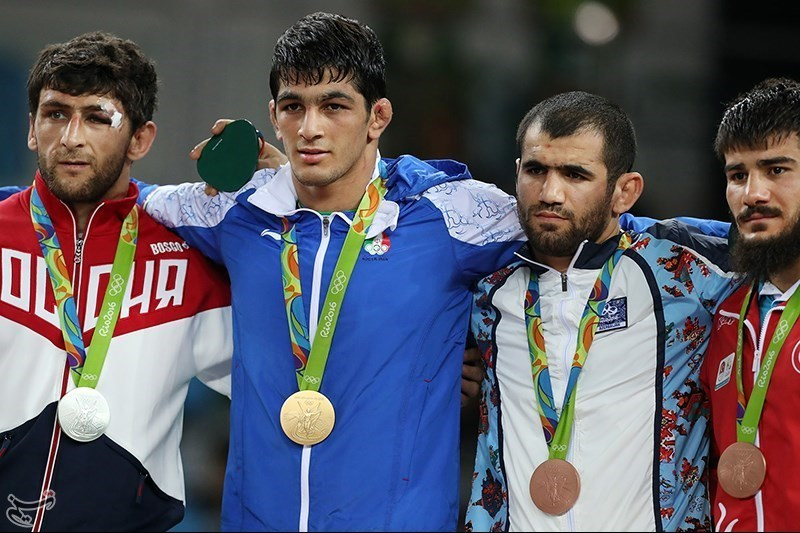
حسن یزدانی به همراه دیگر مدال‌آوران وزن ۷۴ کیلوگرم بر روی سکوی قهرمانی المپیک ۲۰۱۶ ریو

#### بازی‌های المپیک تابستانی
- المپیک ۲۰۱۶ ریو - ۷۴ ک‌گ
- المپیک ۲۰۲۰ توکیو - ۸۶ ک‌گ
- المپیک ۲۰۲۴ پاریس - ۸۶ ک‌گ

#### قهرمانی کشتی جهان
- قهرمانی کشتی جهان لاس وگاس ۲۰۱۵ - ۷۰ ک‌گ
- قهرمانی کشتی جهان پاریس ۲۰۱۷ - ۸۶ ک‌گ
- قهرمانی کشتی جهان بوداپست ۲۰۱۸ - ۸۶ ک‌گ
- قهرمانی کشتی جهان نورسلطان ۲۰۱۹ - ۸۶ ک‌گ
- قهرمانی کشتی جهان اسلو ۲۰۲۱ - ۸۶ ک‌گ
- قهرمانی کشتی جهان بلگراد ۲۰۲۲ - ۸۶ ک‌گ
- قهرمانی کشتی جهان بلگراد ۲۰۲۳ - ۸۶ ک‌گ

#### قهرمانی کشتی آسیا
- قهرمانی کشتی آسیا بیشکک ۲۰۱۸ - ۸۶ ک‌گ
- قهرمانی کشتی آسیا آلماتی ۲۰۲۱ - ۸۶ ک‌گ

#### بازی‌های آسیایی
- بازی‌های آسیایی ۲۰۱۸ جاکارتا - ۸۶ ک‌گ
- بازی‌های آسیایی ۲۰۲۲ هانگژو - ۸۶ ک‌گ

#### بازی‌های کشورهای اسلامی
- بازی‌های کشورهای اسلامی ۲۰۱۷ باکو - ۸۶ ک‌گ

#### سایر
- قهرمانی نوجوانان آسیا ۲۰۱۱–۵۰ ک‌گ
- قهرمانی نوجوانان جهان ۲۰۱۱–۵۰ ک‌گ
- قهرمانی جوانان آسیا ۲۰۱۴–۶۶ ک‌گ
- قهرمانی جوانان جهان ۲۰۱۴–۶۶ ک‌گ
- جام تختی ۲۰۱۵ کرمانشاه - ۷۰ ک‌گ
- جایزه بزرگ ۲۰۱۵ پاریس - ۷۰ ک‌گ
- جایزه بزرگ ۲۰۱۶ پاریس - ۷۴ ک‌گ
- جام مدوید ۲۰۱۶–۷۴ ک‌گ

### تیمی
- جام جهانی کشتی (۳): ۲۰۱۵، ۲۰۱۶، ۲۰۱۷ (تیم ملی کشتی آزاد)
- لیگ برتر کشتی ایران: ۲۰۲۰ (باشگاه ایران‌مال)

### شخصی
- بهترین ورزشکار مرد سال ایران: (۲) ۱۳۹۵، ۱۳۹۶[۱۱۹]
- بهترین کشتی‌گیر مرد جهان: ۲۰۱۷
- بهترین کشتی‌گیر آزادکار سال ایران: ۱۳۹۵
- مرد سال ورزش مازندران: ۱۳۹۵
- محبوب‌ترین کشتی‌گیر آزادکار جهان (نظرسنجی اینستاگرامی اتحادیه جهانی کشتی): ۲۰۲۰[۱۲۰]